# John C. Mather
John Cromwell Mather (Roanoke, EUA 1946) és un astrofísic i professor universitari estatunidenc guardonat amb el Premi Nobel de Física l'any 2006.

## Biografia
Va néixer el 7 d'agost de 1946 a la ciutat de Roanoke, situada a l'estat nord-americà de Virgínia. Va estudiar física al Swarthmore College, on es llicencià el 1968, i posteriorment a la Universitat de Berkeley de Califòrnia, on es doctorà el 1974.
Actualment treballa al Goddard Space Flight Center, centre depenent de la NASA, i és professor a la Universitat de Maryland.

## Recerca científica
El 1974 entrà a treballar al Goddard Institute for Space Studies depenent de la Universitat de Colúmbia, on realitzà un postgrau, i fou l'encarregat de coordinar el projecte del satèl·lit artificial COBE (1974-1976), amb l'objectiu estudiar la radiació còsmica de fons (CMB). Un dels seus col·laboradors fou George Smoot, el qual tenia la responsabilitat principal d'amidar les variacions petites en la temperatura de la radiació, observant una sèrie d'irregularetats o fluctuacions en aquesta radiació, obrint noves vies per l'expliació de la teoria del big-bang.
L'any 2006 fou guardonat, juntament amb Smoot, amb el Premi Nobel de Física per la seva recerca sobre els cossos negres i l'anisotropia de la radiació còsmica de fons.